# Бюске
Бюске (на шведски: Byske) е град в североизточна Швеция, лен Вестерботен, община Шелефтео. Разположен е близко до брега на Ботническия залив около устието на река Бюскеелв. Намира се на около 640 km на североизток от централната част на столицата Стокхолм и на около 130 km на североизток от главния град на лена Умео. От общинския център Шелефтео отстои на около 25 km на североизток. Населението на града е 1728 жители според данни от преброяването през 2010 г.